# فرودگاه شهرستان وین (کنتاکی)
فرودگاه وین کانتی (کنتاکی)  (به انگلیسی: Wayne County Airport (Kentucky))  یک فرودگاه همگانی باربری  است که یک باند فرود آسفالت دارد و طول باند آن ۱۲۱۹ متر است. این فرودگاه در  کشور ایالات متحده آمریکا قرار دارد و در ارتفاع ۲۹۴ متری از سطح دریا واقع شده است.